# Adicella athys
Adicella athys är en nattsländeart som beskrevs av Schmid 1994. Adicella athys ingår i släktet Adicella och familjen långhornssländor. Inga underarter finns listade i Catalogue of Life.